# Phintella bidentata
Espèce
Phintella bidentata est une espèce d'araignées aranéomorphes de la famille des Salticidae.

## Distribution
Cette espèce est endémique de la division de Khulna au Bangladesh,. Elle se rencontre dans le district de Khulna vers Dumuria.

## Description
Le mâle holotype mesure 3,40 mm.

## Systématique et taxinomie
Cette espèce a été décrite par Biswas en 2025.

## Publication originale
- Biswas, 2025 : « Jumping spiders of Bangladesh: genus Phintella Strand, 1906 (Araneae: Salticidae: Chrysillini). » Serket, vol. 20, no 4, p. 414-421.